# 다카기 미호 (스피드스케이팅 선수)
다카기 미호(일본어: 高木 美帆, 1994년 5월 22일~)는 일본의 스피드스케이팅 선수이다. 홋카이도 출신의 중학생으로, 2010년 동계 올림픽 대표로 선발되어 일본에서 큰 화제를 모은 선수이다. 그러나 여자 1000m에서 최하위에 머물렀고, 여자 1500m에서는 23위에 올랐다. 이후 2018년 동계 올림픽을 앞두고 1500m 랭킹 1위에 올라 유력한 금메달 후보였지만 은메달에 그쳤다. 그러나 단체 추월 종목에서 금메달을 획득했고, 2022년 동계 올림픽에서 메달 1000m 금메달을 포함하여 메달 4개를 획득하여 총 7개의 올림픽 메달 보유자가 되었다. 이는 아시아 스피드스케이팅 선수 최다 기록이다.

## 같이 보기
- 스피드스케이팅 세계 기록 목록
- 스피드스케이팅 여자 1500m 세계 기록 추이
- 스피드스케이팅 올림픽 기록 목록